# Зграда Уметничке галерије у Крушевцу
Зграда уметничке галерије у Крушевцу, коју данас користи Уметничка галерија у Крушевцу за своје потребе, подигнута је 1929. године. Представља непокретно културно добро као споменик културе. Зграда је првобитно припадала трговачкој породици Љотић. После Другог светског рата половина зграде имала је различиту намену, за потребе општинских служби, редакцију листа Победа, а од 1962. године за потребе Уметничке галерије, која је тада и основана. Од 1982. године, Уметничка галерија користи се целом зградом, на којој су крајем 1986. године и почетком 1987. године извршене неопходне поправке,а постојеће просторије прилагођене потребама Галерије.

## Карактеристике
Зграда је приземна с просторијама за становање које се нижу око хола у који води главни улаз и хол од улаза из дворишта с просторијама за економију. Јужна фасада, ка улици, декоративно је обрађена елементима карактеристичним за ренесансна решења - троделни прозори рашчлањени псеудојонским пиластрима, слепа балустрада под кровним венцем, атика, тешке гирланде под кровним елипсоидним окулусима које придржавају по две симетричне, у дубоком рељефу  изведене седеће фигуре пута, у јасној хоризонталној подели на три плана. Цела орнаментика има карактер арабеске, а полихромија даје свему посебно обележје. Исту идеју Одражава и монументално степениште у облику источног анекса и декоративна ваза у отвору на огради дворишта. Сецесијски декоративни елементи огледају се на фасади у флоралном  орнаменту који окружује Хермесов рељеф, огради дворишта с отвореним и пуним површинама од камена и кованог гвожђа, које је и на улазним вратима и прозорима ка дворишту, у огради степеништа из дворишта, у стилизованим флоралним формама, као и у орнаменту разнобојног керамичког пода и покривачу тереса од разнобојног стакла. Елементи сецесијског декоративног украса у ренесансном симетричном распореду маса, касетираној таваници једне просторије и орнаменталном фризу меандарске траке, су несумњиви:бзлатоткани декоративни флорални украси са стилизованим птицама, рељефи афронтираних "рогова изобиља" уплетени у биљни орнаментални фриз, геометријски орнамент у поду и шест керамичких пећи разнобојних и различито обрађених у духу чешке сецесије с карактеристичним украсима - ждрал у медаљонима, биљни фризови. Основа је  у облику два степенасто постављена правоугаоника. Зграда је 1982. проглашена културним добром.